# Tabanus parafuscomaculatus
Tabanus parafuscomaculatus är en tvåvingeart som beskrevs av Schuurmans Stekhoven 1932. Tabanus parafuscomaculatus ingår i släktet Tabanus och familjen bromsar. Inga underarter finns listade i Catalogue of Life.